# Geron hessei
Geron hessei är en tvåvingeart som beskrevs av Wray Merrill Bowden 1974. Geron hessei ingår i släktet Geron och familjen svävflugor. Inga underarter finns listade i Catalogue of Life.